# Communist Marxist Party
Communist Marxist Party är ett politiskt parti i Kerala i södra Indien. Partiet bildades 1986 då CPI(M)-ledaren M.V. Raghavan bröt sig loss från CPI(M).
Partiet ingår i United Democratic Front, den allians i Kerala som leds av Kongresspartiet. Partiet har en ledamot i Keralas delstatsförsamling, M.V. Raghavan. M.V. Raghavan är f.n. kooperationsminister i Keralas delstatsregering.
Partiet har kontakt med Saifuddin Chowdhurys Party of Democratic Socialism i Västbengalen. M.V. Raghavan besökte PDS kongress i december 2003.
Massorganisationer:
- All India Centre of Trade Unions (AICTU)
- Kerala Socialist Youth Federation (KSYF)
- State Employees and Teachers Federation (SETF)